# الدوري الألماني الشرقي 1953–54
الدوري الألماني الشرقي 1953–54 هو الموسم 7 من  الدوري الألماني الشرقي. أقيم خلال الفترة 20 سبتمبر 1953 وحتى 2 مايو 1954، وكان عدد الأندية المشاركة فيه  15، وفاز فيه FC Rot-Weiß Erfurt ‏.